# The Montreux Album
The Montreux Albumum — п'ятий студійний альбом англійської групи Smokie, який вийшов 9 жовтня 1978 року.

## Композиції
1. The Girl Can't Help It - 3:44
2. Power Of Love - 1:54
3. No More Letters - 3:27
4. Mexican Girl - 3:57
5. You Took Me By Surprise - 3:38
6. Oh Carol - 3:39
7. Liverpool Docks - 2:56
8. Light Up My Life - 4:23
9. Petesey's Song - 2:49
10. For A Few Dollars More - 3:33

## Склад
- Кріс Норман - вокал, гітара
- Алан Сілсон - гітара
- Террі Аттлі - басс-гітара
- Піт Спенсер - ударні